# Akira Hasegawa
za fizika glej Akira Hasegawa (fizik) (*1964; japonsko-ameriški fizik)
Ákira Hasegawa, slovenski igralec in televizijski voditelj, * 1980, Šempeter pri Gorici
Delal je pri spletni trgovini Be Hempy, nato pri podjetju Isodiol, sedaj pa v podjetju Asobi.
Njegov oče je Japonec. Hodil je na Gimnazijo Šentvid.

## Filmografija

### Televizijske oddaje
- Z vami, z Olgo Rems (RTV, 2007)[6]
- RazGibanica, z Ano Bešter Bertoncelj (TV Pika, 2009)[7]
- Dobra ura z Akijem (RTV, 2013)[8]
- Popotovanja (RTV)
- Modro (RTV)

### Filmi in TV serije
- 2015: Psi brezčasja, Aldo (celovečerni film)
- 2009: Palčica, kratki animirani film
- 2008: Brat Bratu, 1 epizoda (TV serija)
- 2008: Naša mala klinika, Gospodin Kavasaki - 1 epizoda (TV serija)
- 2005: Zivljenje kot v filmu, Tim (mini TV serija)
- 2005: Se zgodi, Črt (TV serija)

### Videospoti
- Na senčni strani mesta, Kosta (režija: Mitja Okorn)

## Gledališče
- 2015: J. Austen, Eva Mahkovic, A. Badiou Prevzetnost in pristranost: prizorišče dvojega, r. Matjaž Berger, Anton Podbevšek Teater
- 2014: Marina Abramović ali kako sem izgubil pot do Antigone, r. Matjaž Berger, SNG Drama Ljubljana, Anton Podbevšek Teater
- 2012: R. Kipling, Knjiga o džungli, r. Nana Milčinski, Matjaž Berger, Anton Podbevšek Teater
- 2009: C. Goodwood, Portret neke gospe, r. Matjaž Berger, Anton Podbevšek Teater
- 2005: Princ Condé/Hugenot; A. Dumas, Srečko Fišer, Kraljica Margot, r. Diego De Brea, Slovensko mladinsko gledališče
- 2004: A. S. Puškin Pravljica o carju Saltanu, r. Aleksander Anurov, Mini teater Ljubljana